# Gravelotte (Limpopo)
Pour l’article homonyme, voir Gravelotte.
Gravelotte est une localité minière de la province de Limpopo en Afrique du Sud.
Située à 10 km au nord--est de Leydsdorp et à 52 km au nord ouest d'Hoedspruit, Gravelotte fut fondée en 1916 et baptisée du nom de la ferme appartenant à un missionnaire prussien qui avait participé à la bataille de Gravelotte.
La population était de 1 098 habitants en 2011.